# بيتر كوفاتش (سياسي)
بيتر كوفاتش (بالمجرية: Kovács Péter)‏ هو سياسي مجري، ولد في 1 أكتوبر 1971 في بودابست في المجر. حزبياً، نشط في فيدس – الاتحاد المدني المجري. وقد انتخب عضو الجمعية الوطنية المجرية.